# Berken-orvlinder
De berken-orvlinder (Tetheella fluctuosa) is een nachtvlinder die behoort tot de eenstaartjes, de Drepanidae.

## Beschrijving
De vlinder heeft een voorvleugellengte van 17 tot 21 millimeter. De voorvleugel is zilvergrijs met een anthracietgrijze middenband. In deze middenband bevindt zich een kenmerkend maanvormig zwart vlekje. De achtervleugel is vuilwit met een helderder witte band.

## Waardplant
De berken-orvlinder gebruikt de berk als waardplant, en is ook gezien op zwarte els. De rups is te vinden van juni tot september.

## Voorkomen
De soort komt verspreid van Europa tot Japan voor. De habitat bestaat uit oud loofbos en heide met bomen.

### Voorkomen in Nederland en België
De berken-orvlinder is in Nederland een vrij gewone maar lokale soort, voornamelijk te vinden op de zandgronden van het binnenland. in België is de soort niet zo gewoon. De vliegtijd is van halverwege mei tot halverwege augustus in één jaarlijkse generatie. Bij gunstige jaren is er een partiële tweede generatie te zien.